# 정홍 (가수)
정홍(1993년 ~ )은 대한민국의 가수, 헬스 트레이너다. 2016년 싱글 [어떤 사이]로 데뷔했다.

## 방송
- 미스터트롯3 (2024) - Top101

## 음반
- 어떤 사이 (2016)
- And, We (2018)
- Getting Away (2020)